# Kelly (Wisconsin)
Kelly – miasto w Stanach Zjednoczonych, w stanie Wisconsin, w hrabstwie Bayfield.